# Radeanske, Mahdalînivka
Radeanske (în ucraineană Радянське) este un sat în așezarea urbană Mahdalînivka din raionul Mahdalînivka, regiunea Dnipropetrovsk, Ucraina.

## Demografie
Componența lingvistică a localității Radeanske
     Ucraineană (84,81%)
     Rusă (12,66%)
     Alte limbi (0,21%)
Conform recensământului din 2001, majoritatea populației localității Radeanske era vorbitoare de ucraineană (84,81%), existând în minoritate și vorbitori de rusă (12,66%) și armeană (2,11%).